# TTL 7460

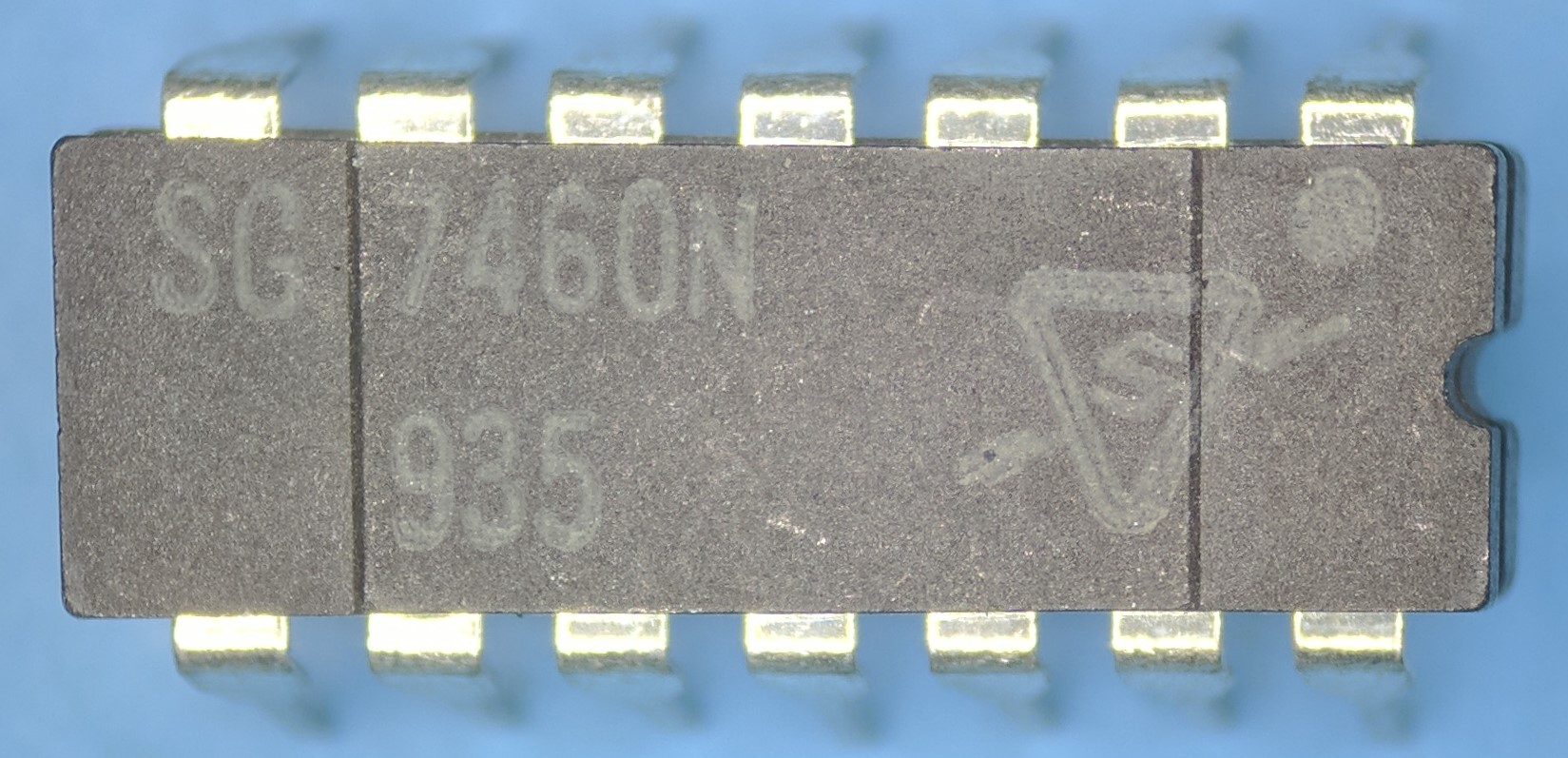
Circuito integrado SG7460N da Sylvania

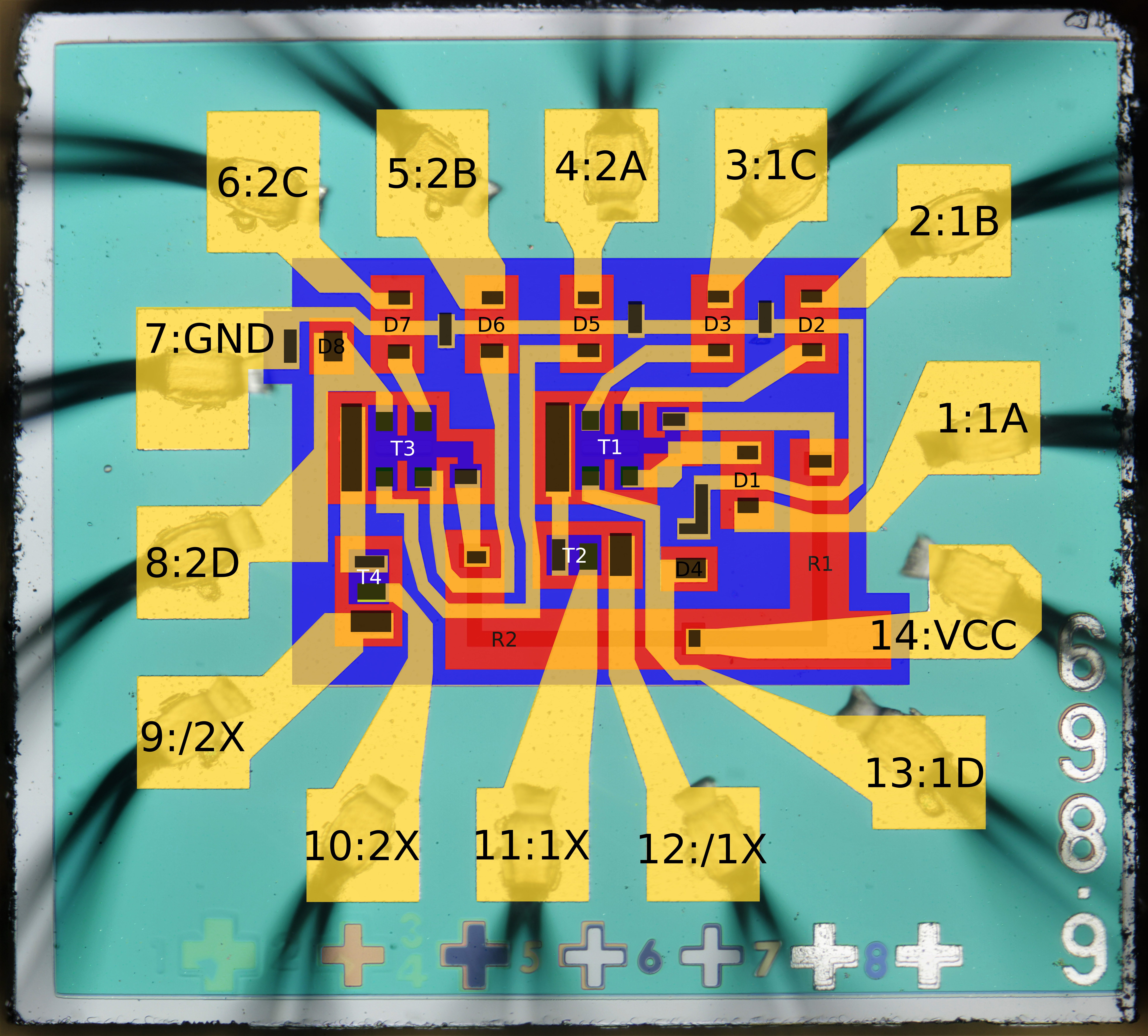
Um die de circuito integrado SG7460N

O circuito integrado TTL 7460 é um dispositivo TTL encapsulado em um invólucro DIP de 14 pinos que contém dois expansores AND de quatro entradas cada para os 7423, 7450, 7453 e 7455.

## Tabela-verdade
{\displaystyle X=ABCD}